# پیدمانت (اکلاهما)
پیدمانت(به انگلیسی: Piedmont) شهری در ایالت اکلاهما کشور ایالات متحده آمریکا است که جمعیت آن در سرشماری سال ۲۰۱۰ میلادی، ۵٬۷۲۰ نفر بوده‌است.